# Етнографічна група
Етнографічна група — група, яка має культурні риси, які відрізняють її від більшої етнічної групи, частиною якої вона є. Іншими словами, члени етнографічної групи також будуть вважати себе членами більшої етнічної групи, як поділяючи з нею колективну свідомість, так і маючи власну окрему свідомість. Вважається, що етнографічні групи значною мірою асимільовані з більшою етнічною групою, частиною якої вони є, хоча вони зберігають характерні, відмінні характеристики, пов’язані з культурними цінностями, такими як мова, релігія, костюм або інші культурні аспекти.
Концепція етнографічної групи рідко зустрічається в західних роботах і була приписана етнографічним дослідженням кінця 20-го століття в країнах колишнього Радянського Союзу та його Східного блоку. Цей термін використовувався, наприклад, у працях болгарських, грузинських, угорських та польських етнографів.
Пол Р. Магочі, американський історик, який спеціалізується на україністиці, описав поняття етнографічної групи як тісно пов’язане з поняттям етнічної групи. Деякі вчені використовують термін етнографічна група як синонім етнічної групи. Концепція етнографічної групи як відмінної від етнічної групи була відкинута деякими вченими; і було стверджено, що більшість останніх досліджень не розрізняють поняття етнографічні та етнічні групи.
Прикладом етнографічного поділу на групи може бути поділ етнічної групи русинів Підкарпатської Русі на етнографічні групи лемків, бойків та гуцулів. Інші групи, які деякі вчені описували як етнографічні групи, включають помаків у Болгарії, липських татар у Польщі та хевсурів у Грузії.